# María Chivite
María Victoria Chivite Navascués (Cintruénigo, 5 de juny de 1978) és una sociòloga i política navarresa. És presidenta del Govern de Navarra des del 6 d'agost del 2019.
Es llicencià en Sociologia a la Universitat Pública de Navarra, cursà un màster en Organització i Gestió de Recursos Humans i en Prevenció de Riscos Laborals.
Entre el 2001 i el 2005 va formar part de l'Executiva de les Joventuts Socialistes. Entre els anys 2003 i 2007 fou regidora de Cintruénigo, i entre 2011 i 2013, d'Eguesibar (la Vall d'Egüés).
Ha estat parlamentària foral a la VIIa i VIIIa legislatura, entre 2007 i 2012, com a portaveu de Salut i portaveu adjunta del grup parlamentari socialista. També ha estat senadora del PSOE per Navarra de 2011 a 2015 i portaveu del PSOE al Senat.
Des de 2012 ha format part de l'Executiva del PSN-PSOE, i ha exercit com a secretària de l'Àrea de Polítiques Socials i secretària de Salut.
Des del Congrés Extraordinari de desembre de 2014, és secretària general del Partit Socialista de Navarra (PSN-PSOE) i membre del Parlament de Navarra a partir del juny del 2015.
A les eleccions de 2023 va renovar el càrrec, amb el suport de Geroa Bai, PSN i Contigo.